# Berg (Dietramszell)

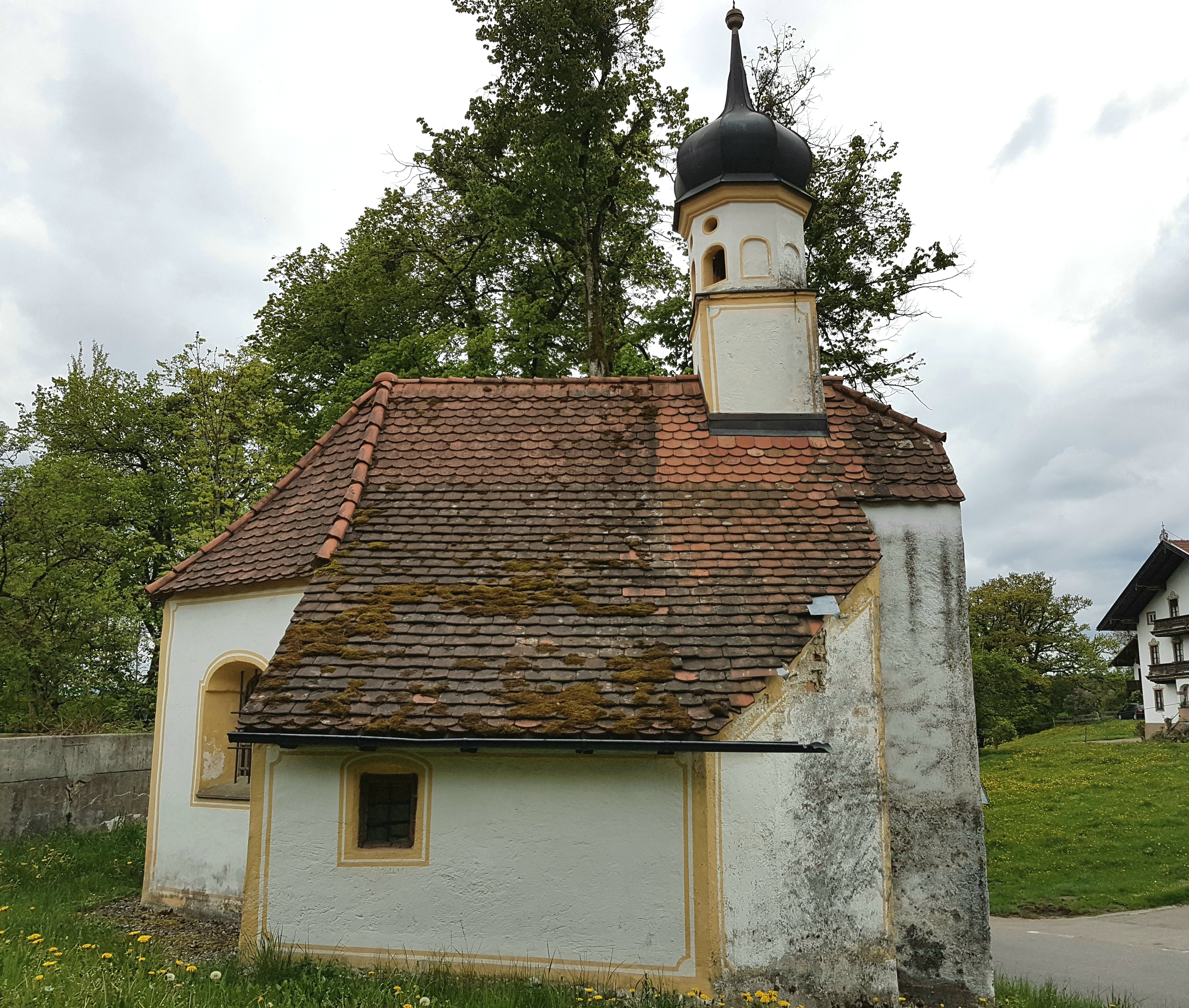
Kapelle Maria Dolorosa

Berg ist ein Gemeindeteil der oberbayerischen Gemeinde Dietramszell im Landkreis Bad Tölz-Wolfratshausen. 

## Lage
Das Dorf liegt etwa sechs Kilometer nördlich von Dietramszell. 

## Einwohner
Bei der Volkszählung 1987 hatte der Ort 34 Einwohner.

## Baudenkmäler
Unter Denkmalschutz stehen in dem Dorf
- Bauernhaus Berg 1, im Kern 18./19. Jahrhundert, 1905 erhöht
- Ehemaliges Bauernhaus Berg 4, Einfirsthof mit Flachsatteldach und Blockbau-Obergeschoss, im Kern um 1640, 1793 erweitert
- Ehemalige Salpeterwerkstätte, erbaut um 1840/50.
- Kapelle Maria Dolorosa, kleiner barocker Saalbau mit Zwiebel-Dachreiter, bezeichnet mit „1709“

Siehe auch: Liste der Baudenkmäler in Berg